# 松田賢二
松田 賢二（まつだ けんじ、1971年9月23日 - ）は、日本の俳優、声優。大阪府茨木市出身。オスカープロモーション所属。

## 略歴
茨木市立北中学校、大阪府立高槻南高等学校（現在は廃校）に在学。高校卒業後、劇団俳優座養成所に入所。
2000年、映画『VERSUS -ヴァーサス-』でデビュー。以後、ミニシアター上映の映画やVシネマに数多く出演。当時松田は29歳で俳優としては遅咲きであった。
2005年、『仮面ライダー響鬼』にザンキ / 仮面ライダー斬鬼 役で出演。その他も多くの仮面ライダー関連作品に出演している。
2011年3月8日、辺見えみりとの結婚が当人らのブログで公表。2013年6月8日に女児が誕生。2018年2月25日に離婚。
2019年公開のディズニー映画『アナと雪の女王2』（日本語吹き替え版）に新キャラクター、マティアス役で出演。

## 人物
- 精悍な風貌や低い声色から鋭く渋いイメージを持たれやすい一方で、甘い物好きで酒は苦手、照れ屋など、ギャップのあるキャラクターを持つ。
- イラストレーションは玄人裸足の腕前で、映画『VERSUS -ヴァーサス-』公開時に劇場販売されたパンフレット記載のコミカルな人物相関図は松田の手によるもの。
- 元妻の辺見えみりとの間に生まれた愛娘をとても溺愛している。

## 出演
（太字は主演）

### テレビドラマ
- 月曜ミステリー劇場「西村京太郎サスペンス 探偵 左文字進4 殺人ツアーにようこそ」（2001年10月15日、TBS） - 郷田一樹 役[5]
- 土曜特集ドラマ「42歳の修学旅行」（2001年10月20日、NHK総合）[5]
- 金曜時代劇「茂七の事件簿 新ふしぎ草紙」 第三話（2002年7月12日、NHK総合） - 喜一郎 役
- 月曜ミステリー劇場「湯の町コンサルタント 松本・浅間温泉殺人事件」（2002年11月25日、TBS） - 水野勇次 役
- ダブルスコア 第10話（2002年12月10日、フジテレビ） - 工藤修次 役[5]
- 愛の劇場「ダンシングライフ」（2003年5月5日 - 6月6日、TBS） - 三村剛 役[5]
- 少女MISAKI（2003年10月4日 - 12月27日、テレビ東京） - 山岸あきら 役[5]
- 土曜ワイド劇場「おとり捜査官・北見志穂スペシャル」（2004年12月4日、テレビ朝日） - 白木洋一 役[5]
- 仮面ライダーシリーズ（テレビ朝日）
  - 仮面ライダー響鬼 十四之巻 - 四十五之巻（2005年5月1日 - 12月25日） - ザンキ 役[5]
  - 仮面ライダーキバ 第2話 - 最終話（2008年2月3日 - 2009年1月18日） - 次狼 役[5]
  - 仮面ライダーG（2009年1月31日） - シェード隊員 役
  - 仮面ライダーディケイド 第18話・第19話（2009年5月24日・31日） - ザンキ 役[5]
  - 仮面ライダージオウ EP35・EP36（2019年5月12日・19日） - 次狼 / ガルル 役（友情出演）[6]
- 繋がれた明日 第3話（2006年3月18日、NHK総合） - 足立 役[5]
- 東海テレビ制作昼の帯ドラマ（東海テレビ・フジテレビ系）
  - 偽りの花園 第12話 - 最終話（2006年4月18日 - 6月30日） - 早瀬川顕彦 役[5]
  - 麗わしき鬼 第34話 - 最終話（2007年5月17日 - 6月29日） - 那波犀一 役[5]
  - インディゴの夜 第1話 - 第29話（2010年1月5日 - 2月12日） - 藤崎司 役
  - さくら心中（2011年1月5日 - 4月8日） - 宗形勝 役[5]
  - ぼくの夏休み 第7話 - 第26話（2012年7月10日 - 8月6日） - 鹿野健一 役
  - 白衣のなみだ 第1部「余命」 第6話・第7話（2013年4月8日・9日） - 山口拓哉 役
  - 天国の恋 第9話 - 第44話（2013年11月7日 - 12月26日） - 海老原瑞彦 役
- おかわり飯蔵 第1話・第2話、第11話（2007年1月7日・14日、3月18日、テレビ東京） - ハタノ 役[5]
- モップガール 第2話（2007年10月19日、テレビ朝日） - 神林幸弘 役[5]
- 働きマン 第5話（2007年11月7日、日本テレビ） - 新堂リューゴ 役[5]
- キミ犯人じゃないよね? 第2話（2008年4月18日、テレビ朝日） - 栗原勝也 役[5]
- 相棒（テレビ朝日）
  - Season7 第6話「希望の終盤」（2008年11月26日） - 大野木亮 役[5]
  - Season17 第7話「うさぎとかめ」（2018年11月28日） - 杉原裕也 役
  - Season22 第1話「無敵の人〜特命係VS公安…失踪に潜む罠」・第2話「無敵の人〜特命係VS公安…巨悪への反撃」（2023年10月18日・25日） - 成増孝徳参事官 役
- 赤い糸 第2話 - 最終話（2008年12月13日 - 2009年2月28日、フジテレビ） - 村越浩市 役[5]
- Lドラ「ママはニューハーフ」 第14話・第15話、第20話、第30話、第34話、第51話、第54話（2009年4月23日・24日、5月1日、15日、21日、6月15日、18日、テレビ東京） - 飛鳥翔 役
- 月曜ゴールデン「駅弁刑事・神保徳之助3」（2009年5月4日、TBS） - 谷田恒夫 役
- BOSS 第8話（2009年6月4日、フジテレビ） - 武藤 役[5]
- コールセンターの恋人 第7話（2009年8月21日、ABCテレビ・テレビ朝日系） - 黒岩 役
- 名古屋嬢の恋～肉食系女子 MEETS 草食系男子～（2009年9月23日、東海テレビ） - 杉崎部長 役
- 金曜プレステージ「松本清張ドラマスペシャル 山峡の章」（2010年1月29日、フジテレビ） - 川崎一也 役[5]
- コード・ブルー -ドクターヘリ緊急救命- 2nd season 第6話 - 第8話（2010年2月15日 - 3月1日、フジテレビ） - 野上明彦 役[5]
- サラリーマン金太郎2 第7話（2010年2月19日、テレビ朝日） - 氷室壮助 役[5]
- 泣かないと決めた日 第6話（2010年3月2日、フジテレビ） - 栗田勉 役[5]
- 警視庁失踪人捜査課 第3話（2010年4月30日、ABCテレビ・テレビ朝日系） - 花崎光春 役[5]
- 月曜ゴールデン「夏樹静子サスペンス 見えない貌 イソベン・里村タマミの事件簿」（2010年6月7日、TBS） - 真田智一 役
- 土曜ワイド劇場「おとり捜査官 北見志穂14」（2010年8月7日、テレビ朝日） - 横井英二 役
- 業界LOVE STORY〜だからテレビはおもしろい〜（2011年5月5日、東海テレビ） - 中田村吉左エ門 役
- 怪盗ハンサム（2011年7月29日、東海テレビ） - 漆原社長 役
- 新・警視庁捜査一課9係 season3 第8話（2011年8月24日、テレビ朝日） - 結城晃一郎 役
- 牙狼シリーズ（テレビ東京） - 四十万ワタル 役
  - 牙狼＜GARO＞〜MAKAISENKI〜 第14話・第15話、第18話、第22話 - 最終話（2012年1月13日・20日、2月10日、3月9日 - 30日）
  - 牙狼-GARO- -魔戒烈伝- 第3話（2016年4月23日）
- ストロベリーナイト 第7話・第8話（2012年2月21日・28日、フジテレビ） - 岸谷清次 役
- ドクターX〜外科医・大門未知子〜（2012年10月18日 - 12月13日、テレビ朝日） - 新発田悠 役
- 土曜ワイド劇場「火災調査官・紅蓮次郎13」（2012年11月10日、テレビ朝日） - 西岡牧夫 役
- そこをなんとか 第6話（2012年11月25日、NHK BSプレミアム） - 相場亭 役
- 遺留捜査 第3シリーズ 第7話（2013年5月29日、テレビ朝日） - 山本和也 役
- 警部補 矢部謙三2 第6話・最終話（2013年8月16日・30日、テレビ朝日） - 財樹蔵之助 役
- 土曜ワイド劇場「拘置所の女医〜殺人犯の嘘を診断する女!」（2013年8月17日、テレビ朝日） - 田淵浩二 役
- 医龍4 -Team Medical Dragon- 第9話（2014年3月6日、フジテレビ） - 桐山英雄 役
- フジテレビ+開局記念ドラマ「世界一即戦力な男」（2014年4月10日、フジテレビ）
- 金曜プレステージ「出張鑑定人・宝来伝吉」（2014年4月25日、フジテレビ） - 千葉順平 役
- ST 赤と白の捜査ファイル 第3話（2014年7月30日、日本テレビ） - 向井卓也 役
- 水曜ミステリー9「金沢のコロンボ」（2014年9月24日、テレビ東京） - 久保渉 役
- 手裏剣戦隊ニンニンジャー 忍びの3 - 忍びの12、忍びの44 - 忍びの46（2015年3月8日 - 5月17日、2016年1月17日 - 31日、テレビ朝日） - 蛾眉雷蔵の声 役[7]
- 土曜ワイド劇場「京都南署鑑識ファイル9」（2015年6月20日、テレビ朝日） - 藤倉忠 役
- アンダーウェア（2015年11月13日 - 12月5日、フジテレビ） - 藤村祐一郎 役
- 第14回 テレビ朝日21世紀新人シナリオ大賞「夏目家どろぼう綺談」（2016年1月3日、テレビ朝日） - 伊佐地忠一 役
- スペシャリスト 第1話（2016年1月14日、テレビ朝日） - 近藤竜行 役
- 大河ドラマ（NHK）
  - 真田丸 第6回・第7回（2016年2月14日・21日） - 長崎元家 役
  - 麒麟がくる 第43回・最終回（2021年1月31日・2月7日） - 丹羽長秀 役[8]
  - 光る君へ 第46回・第47回（2024年12月1日・8日） - 藤原助高 役
- BARレモン・ハート SEASON2 第1話（2016年4月4日、BSフジ） - 牧田海 役
- 警視庁・捜査一課長 第4話（2016年5月5日、テレビ朝日） - 白木竜也 役
- 土曜プライム「叡古教授の事件簿」（2016年5月21日、テレビ朝日） - 永瀬賢吾 役
- HOPE〜期待ゼロの新入社員〜（2016年7月17日 - 9月18日、フジテレビ） - 桧山誠 役
- 科捜研の女 season16 第7話・第8話（2016年12月8日・15日、テレビ朝日） - 箕輪宏成 役
- トットちゃん! 第31話（2017年11月13日、テレビ朝日） - 高部清明 役
- スペシャルドラマ「離婚なふたり」 後編（2019年4月12日、テレビ朝日）
- ドラマスぺシャル「未解決の女 警視庁文書捜査官 ～緋色のシグナル～」（2019年4月28日、テレビ朝日） - 辻井博史 役
- ドラマスペシャル「私刑人〜正義の証明」（2020年2月9日、テレビ朝日） - 新井光輝 役[9]
- 特捜9 season3 第2話（2020年4月15日、テレビ朝日） - 門倉哲夫 役
- ドラマスペシャル 堂場瞬一サスペンス「ラストライン 刑事 岩倉剛」（2020年6月29日、テレビ東京） - 宮本卓也 役
- 日曜プライム「おかしな刑事 京都スペシャル2」（2020年9月20日、テレビ朝日） - 前田俊明 役
- 桜の塔 第5話（2021年5月13日、テレビ朝日） - 相澤工 役
- ザ・ハイスクール ヒーローズ 第6話（2021年9月4日、テレビ朝日） - 大浦冬馬 役
- 警視庁・捜査一課長 Season6 第9話（2022年6月9日、テレビ朝日） - 鵜飼博 役
- 六本木クラス 第2話・第3話、第11話・第12話・最終話（2022年7月14日・21日、9月15日 - 29日、テレビ朝日）- 木野 役
- 刑事7人 SEASON8 最終話（2022年9月14日、テレビ朝日） - 北川健人 役
- 万博の太陽（2024年3月24日、テレビ朝日） - 郷田寛 役
- 打天下2（2024年4月15日 - 5月10日、ViuTV） - 慶太 役
- 大追跡〜警視庁SSBC強行犯係〜 第1話（2025年7月9日、テレビ朝日） - 大崎圭佑 役

### 配信ドラマ
- キキコミ 第10話・最終話（2007年12月14日・28日、@nifty動画） - 若い刑事 役
- ネット版 仮面ライダー裏キバ 魔界城の女王（2008年7月11日 - 8月15日） - 次狼 役
- くるみ洋品店 第3話（2011年7月15日、LISMO Channel） - 遠藤 役
- 世界一即戦力な男（2014年、フジテレビ+）
- アンダーウェア 第2話、第4話 - 第8話、最終話（2015年9月2日、9月8日 - 10月6日、11月10日、Netflix） - 藤村祐一郎 役
- ＃声だけ天使 最終話（2018年3月19日、AbemaTV） - のぼりぼう 役
- 暴力無双～サブリミナルウォー～（2021年1月24日、Xstream46） - ジャックナイフ 役
- 騎士竜戦隊リュウソウジャー THE LEGACY OF The Master's Soul（2021年10月17日 - 12月26日、東映特撮ファンクラブ） - ニレ 役[10]

### 映画
- VERSUS -ヴァーサス-（2001年9月8日、ケイエスエス、北村龍平監督） - レザボア 役[5]
- ピカレスク 人間失格（2002年7月27日、ジーピーミュージアム / ドラゴンフィルム、伊藤秀裕監督）
- 雀鬼くずれ（2003年2月15日、ケイエスエス、服部光則監督）
- 手紙（2003年6月2日、ビジュアルアート研究所 / ギャガ・ヒューマックス、松尾昭典監督） - 仲田英次 役[5]
- Rodeo Drive ロデオドライブ（2003年6月14日、ケイエスエス、加納周典監督） - ハラダ 役[5]
- ALIVE（2003年6月21日、クロックワークス、北村龍平監督） - 戦闘部隊指揮官 役[5]
- 飼育の部屋 終のすみか（2003年10月4日、フルメディア、横井健司監督） - 手島宏一 役[5]
- メシア 伝えられし者たち（2004年1月10日、ケイエスエス、千葉誠治監督） - 元三 役
- 秘密の花園（2004年1月17日、ケイエスエス、服部光則監督） - 伊勢助手 役
- 零 -ゼロ-（2004年1月31日、ケイエスエス、井出良英監督） - 井上少尉 役[5]
- 疾風 Basement Fight（2004年3月20日、ケイエスエス、竹田直樹監督） - 沢村賢二 役[5]
- キャス（2004年、清水悠平監督）
- 飼育の部屋 連鎖する種（2004年5月31日、バイオタイド、横井健司監督） - 手島宏一 役[5]
- Bridge〜この橋の向こうに〜（2004年7月10日、ケイエスエス、加納周典監督） - 橋本哲平 役[5]
- D.P（2004年8月7日、ケイエスエス、千葉誠治監督） - タチバナ 役
- 猿飛佐助 闇の軍団（2004年10月2日、シネマパラダイス、宮坂武志監督） - 亮太 役[5]
- 想色〜オモイ・ノ・イロ〜（2004年10月9日、ケイエスエス、喜屋武靖監督） - マネージャー 役[5]
- キスとキズ（2004年10月30日、フューズビジュアル、堀江慶監督） - ヤスオ 役
- RANBU 艶舞剣士（2004年11月6日、フェイスフル、雑賀俊郎監督） - 片目の死神 役
- STRAY SHEEP（2004年、NETCINEMA.TV、加納周典監督） - 備前 役[5]
- フリック（2005年1月22日、ケイエスエス、小林政宏監督） - 及川 役[5]
- Birds（2005年、NETCINEMA.TV、仰木豊監督） - 井上 役（友情出演）
- シナリオライター★松本マリコの課題（2005年5月21日、ミューズ・シネマ、中村拓監督） - 佐々木 役[5]
- おまえが嫌いだ（2005年、NETCINEMA.TVにて配信 / 2005年7月3日公開、加納周典監督） - 郡司 役[5]
- 仮面ライダーシリーズ（東映）
  - 劇場版 仮面ライダー響鬼と7人の戦鬼（2005年9月3日、坂本太郎監督） - トウキ 役[5]
  - 劇場版 仮面ライダーキバ 魔界城の王（2008年8月9日、田﨑竜太監督） - 次狼 役
  - 劇場版 超・仮面ライダー電王&ディケイド NEOジェネレーションズ 鬼ヶ島の戦艦（2009年5月1日、田﨑竜太監督） - 次狼 役[5]
- 名探偵 一日市肇（2005年9月22日、バイオタイド、山口雄大監督） - 伯爵 役[5]
- 鍵がない（2005年10月8日、スローラーナー、山田英治監督） - マラソンマン 役
- グランドサークル（2006年、NETCINEMA.TV、千葉誠治監督） - 悠治 役[5]
- チェンジ!（2006年3月25日、マニュスクリプト、旭正嗣監督） - 英明 役
- 剣 tsurugi（2006年4月8日、楽映舎、中田圭監督） - G5 役[5]
- ラブサイコ 妖赤のホラー「愛してる…」（2006年7月15日、ジャパン・デジタル・コンテンツ信託、岡嶋寛人監督） - 高取圭介 役[5]
- colors カラーズ（2006年7月15日、スローラーナー、柿本ケンサク監督） - 久保田順 役
- 怖い顔（2006年、本田隆一監督） - 桜井恭一 役[5]
- red letters（2006年9月23日、フロントエンターテインメント、千葉誠治監督） - 松本 役[5]
- 観察 永遠に君を見つめて（2007年11月10日、AMGエンタテインメント、横井健司監督） - 橋本元 役
- PRIVATE DREAM(S)（2007年11月24日、チェイスフィルム エンタテインメント、井出良英監督） - 久保田 役
- 伊賀の乱 拘束（2007年12月1日、AMGエンタテインメント、千葉誠治監督） - 多岐野 役[5]
- 252 生存者あり（2008年12月6日、ワーナー・ブラザース映画、水田伸生監督） - 川瀬久嗣 役
- 赤い糸（2008年12月20日、松竹、村上正典監督） - 村越浩市 役[5]
- 約束の地（2009年1月31日、エイベックス・エンタテインメント、加納周典監督） - 北村宗司 役
- 麻雀飛翔伝 哭きの竜 外伝1（2011年7月16日、アットエンタテインメント、井出良英監督） - 竜 役
  - 麻雀飛翔伝 哭きの竜 外伝2（2011年7月20日）
- CMタイム（2012年11月10日、トリプルアップ、久保田誠二監督） - 西課長 役
- ミロクローゼ（2012年11月24日、ディーライツ、石橋義正監督） - 末末 役
- MOON DREAM（2013年6月29日、トリプルアップ、近田ボビー監督・宮野ケイジ監督） - 刑事マサ 役
- 真・兎 野性の闘牌（2013年7月6日、ソリッドフィーチャー、小沼雄一監督） - 新庄直樹 役
- 利休にたずねよ（2013年12月7日、東映、田中光敏監督）
- グレイトフルデッド（2014年11月1日、アークエンタテインメント、内田英治監督） - 冴島洋一 役
- 花宵道中（2014年11月8日、東京テアトル、豊島圭介監督） - 大島屋卯之吉 役
- シマウマ（2016年5月21日、ファントム・フィルム、橋本一監督） - 北島 役[11]
- 麻雀覇道伝説 天牌外伝1,2（2018年11月18日、ユーロライブにて上映、小沼雄一監督）　- 黒沢義明 役[12]
- HE-LOW THE SECOND（2019年、高野八誠監督） - 財津源次郎 / ワルインダー仮面 役[13]
- 修羅の世界（2022年1月29日、ライツキューブ / Staff Like That、藤原健一監督） - 龍安組 八重樫満 役
- 虎の流儀〜激突! 燃える嵐の関門編〜（2022年10月7日、ユナイテッドエンタテインメント、辻裕之監督）
- a20153の青春（2022年10月21日、アイ・エム・ティ、北沢幸雄監督）
- 銀幕彩日  A Theater with a View（2022年、中田圭監督）

### Vシネマ
- 仁義29 極道死体強奪（2001年9月15日、日本映像株式会社、松井昇監督） - 片山 役
  - 仁義30 義理の墓場（2002年3月15日） - 宮坂竜二 役
- 危険をかう男（2002年4月12日、Softgarage、中田信一郎監督） - 片桐 役
- 隠忍術 SHINOBI シリーズ（2002年 - 2003年、ケイエスエス） - 影蝋 役
  - 隠忍術 SHINOBI（2002年6月14日、千葉誠治監督・谷垣健治監督）
  - 隠忍術 SHINOBI 弐（2002年9月13日、千葉誠治監督・谷垣健治監督）
  - 隠忍術 SHINOBI 参（2003年1月10日、千葉誠治監督・谷垣健治監督）
  - 隠忍術 SHINOBI 四 -殺戮の終末-（2003年6月13日、千葉誠治監督）
- 極道戦争勃発 東京（2002年10月11日、東映ビデオ、村田忍監督） - 竜次 役
- 外伝 麻雀放浪記（2002年10月11日、ケイエスエス、薬師寺光幸監督） - 坊や哲 役
  - 外伝 麻雀放浪記II（2003年3月14日、服部光則監督）
- くノ一五人衆 VS 女ドラゴン軍団（2005年10月25日、GPミュージアムソフト、谷垣健治監督） - 紫劉 役
- バトロコ 〜半端者〜（2001年製作 / 2006年7月28日、アムモ98、加納周典監督） - 正 役[5]
- むこうぶち3 高レート裏麻雀列伝 裏プロ（2008年4月25日、GPミュージアムソフト、片岡修二監督） - 三橋秀俊 役
- 秘忍伝 THE NINJA KILLER（2009年10月3日、SEIWA FILMS、雑賀俊郎監督） - 死神 役
- 拳 FIST（2009年12月18日、エースデュース、中田圭監督） - 矢口栄 役
- 麻雀飛龍伝説 天牌 -TENPAI- 四川弔激闘史（2010年5月12日、クロックワークス、井出良英監督） - 入星祥吾 役
  - 麻雀飛龍伝説 天牌 -TENPAI- 黒沢最終決戦史（2010年7月13日）
- パンチ!!（2010年12月24日、アムモ98、加納周典監督） - ワンパンのヒロ 役
- 麻雀群狼記 ゴロ（2011年2月18日、GPミュージアム、井出良英監督） - 佐々村賢 役
- ザ・闇金融道（2012年1月20日、オールイン エンタテインメント、井出良英監督） - 鷲津 役
  - ザ・闇金融道2（2013年6月21日）
- 麻雀覇道伝説 天牌外伝3,4（2019年12月3日、オデッサ・エンタテインメント、小沼雄一監督） - 黒沢義明 役
- CONFLICT 〜最大の抗争〜 第七章（2019年10月25日、オールイン エンタテインメント、藤原健一監督） - 薮田大吉 役
  - CONFLICT 〜最大の抗争〜 第八章（2019年12月25日）
- 日本統一シリーズ（オールイン エンタテインメント、辻裕之監督） - 丸神会横浜支部中森組舎弟頭 広野組組長 広野正一 役
  - 日本統一42（2020年11月25日）
  - 日本統一43（2021年1月25日）
  - 日本統一44（2021年3月25日）
- 日本極道戦争（2021年6月25日、ライツキューブ、港雄二監督） - 安良田凌 役
  - 日本極道戦争 第十一章（2021年6月25日）
  - 日本極道戦争 第十二章（2021年8月25日）
- 修羅の世界2（2022年3月25日、アドバンス、藤原健一監督） - 八重樫満 役
- CONNECT 覇者への道 シリーズ（NBCユニバーサル・エンターテイメント、藤原健一監督） - 東洋会若頭 江田組組長 江田宗助 役[14]
  - CONNECT 覇者への道1（2024年2月2日）
  - CONNECT 覇者への道2（2024年3月6日）
  - CONNECT 覇者への道3（2024年4月5日）
  - CONNECT 覇者への道4・5・6（2024年8月2日）[15]
  - CONNECT 覇者への道7・8・9（2025年2月5日）[16]
  - CONNECT 覇者への道10・11（2025年9月3日発売予定）[17][18]
  - CONNECT 覇者への道12・13（2025年10月3日発売予定）[18]

### テレビアニメ
- スカルマン（2007年） - 神晃一 役[5]
- 空中ブランコ（2009年） - コージ 役
- トリコ（2012年 - 2014年） - ゼブラ 役[19]
- トリコ×ONE PIECE×ドラゴンボールZ 超コラボスペシャル!!（2013年） - ゼブラ 役
- 遊☆戯☆王VRAINS（2018年 - 2019年） - ボーマン 役[20]
- 火ノ丸相撲（2018年 - 2019年） - 大和国清一 役
- 怪人開発部の黒井津さん（2022年） - ワルインダー仮面 役
- TRIGUN STAMPEDE（2023年） - ロベルト・デニーロ 役[21]

### 劇場アニメ
- 劇場版 トリコ 美食神の超食宝（2013年） - ゼブラ 役[22]

### バラエティ
- METAL BOX TV（2011年4月3日 - 9月25日、スカパー!218ch.ビクトリーチャンネル） - メインMC
- LOVEかわさき（2023年9月9日[23] - 9月16日[24]、tvk） - MC敦士の代演

### 吹き替え

#### ドラマ
- KAMEN RIDER DRAGON KNIGHT（2009年 - 2010年） - グラント・ステイリー / 仮面ライダーキャモ 役[5]

#### 映画
- NO ONE LIVES ノー・ワン・リヴズ（2013年） - ホーグ 役

#### アニメ
- アナと雪の女王2（2019年） - マティアス中尉 役[4]
- おうこくのめいたんてい ミラ（2021年 - 2022年） - グプタ 役
- イワジュ（2024年） - ツンデ 役

### ラジオ
- METAL BOX TV ラジオ（2011年7月1日 - 9月16日、HiBiKi Radio Station）

### ラジオドラマ
- 会議は踊らない? 第1話（2008年7月14日、NHKデジタルラジオ） - 春本隆 役
- 青春アドベンチャー（NHK FM）
  - ベルリンは晴れているか（2020年5月18日 - 29日）
  - 優しい死神の飼い方（2022年7月11日 - 22日）

### ゲーム
- 仮面ライダー響鬼（2005年12月1日、PlayStation 2用ソフト） - 斬鬼 役
- ドラゴンクエストソード 仮面の女王と鏡の塔（2007年7月12日、Wii用ソフト） - バウド 役[5]
- トリコ グルメサバイバル!2（2012年7月5日、PlayStation Portable用ソフト） - ゼブラ 役
- トリコ グルメモンスターズ!（2012年12月13日、ニンテンドー3DS用ソフト） - ゼブラ 役
- トリコ グルメガバトル!（2013年7月4日、ニンテンドー3DS用ソフト） - ゼブラ 役
- ジェイスターズ ビクトリーバーサス（2014年3月19日、PlayStation 3・PlayStation Vita用ソフト） - ゼブラ 役
- オール仮面ライダー ライダーレボリューション（2016年12月1日、ニンテンドー3DS用ソフト） - 仮面ライダー斬鬼 役
- 仮面ライダーバトル ガンバレジェンズ（2023年6月29日、アーケードゲーム） - 仮面ライダー斬鬼 役[25]
- 龍が如く8外伝 Pirates in Hawaii（2025年2月21日、PlayStation 5 PlayStation 4 Xbox Series X/S Xbox One Steam） - ジェイソン・リッチ 役[26]

### CDドラマ
- されど月に手は届かず 魍魎の都（2007年8月30日、Anchusa） - 碓井貞通 役[27]
- 松田賢二 人魚伝説-Le chant de la sirene-（2009年9月25日、ランティス）

### CM
- 三菱電機 J-D05 ”恋愛日記”篇（2001年）
- NTTDoCoMo DoCoMoショップ「モモコ登場」編（2006年） - イケメン店長 役[5][28]

### 舞台
- 夢顔 …ソノ花ハ、咲カナイ…（2007年8月24日 - 9月2日、新宿シアタートップス） - 松尾鉄平 役[5]
- 黄金の猿（2008年11月21日 - 12月7日、ベニサン・ピット） - 残辺 役[5]
- 罠（2010年5月15日 - 23日、天王洲 銀河劇場 / 5月25日、りゅーとぴあ 劇場 / 5月26日・27日、アートピアホール / 5月29日・30日、兵庫県立芸術文化センター 阪急中ホール / 6月1日、ホクト文化ホール / 6月3日、たかすメロディホール / 6月4日、音更町文化センター / 6月6日、斜里町公民館ゆめホール知床 / 6月8日、七飯町文化センター / 6月10日、電力ホール） - メルルーシュ 役
- 蟹（2010年7月16日 - 8月1日、すみだパークスタジオ倉） - 恒幸 役[5]
- 朗読「罠」（2010年12月29日、天王洲 銀河劇場） - メルルーシュ 役
- 音楽劇「醒めながら見る夢」（2011年9月16日 - 25日、東京グローブ座 / 10月10日、長崎市公会堂 / 10月14日、広島市文化交流会館 / 10月15日、キャナルシティ劇場 / 10月21日 - 23日、森ノ宮ピロティホール） - 矢崎ヒロシ / ギャルソン 役
- 紅夢漂流譚（2011年12月12日 - 28日、すみだパークスタジオ倉） - 厳破 役
- トンマッコルへようこそ（2012年1月27日 - 30日、あうるすぽっと / 2月8日、ドーンセンター 7階ホール / 2月11日、大博多ホール） - トン・チソン 役
- アニー（2012年4月28日 - 5月13日、青山劇場 / 8月11日・12日、東京エレクトロンホール宮城 / 8月15日 - 21日、梅田芸術劇場 シアター・ドラマシティ / 8月24日 - 26日、愛知県芸術劇場 大ホール / 9月1日・2日、オーバード・ホール） - ルースター 役
- ジェットラグプロデュース 見渡すかぎりの卑怯者（2012年12月8日 - 16日、赤坂RED/THEATER） - 権田 役
- 戦国BASARA3 宴（2013年4月26日 - 28日、キャナルシティ劇場 / 5月2日 - 4日、中日劇場 / 5月10日 - 19日、日本青年館 大ホール / 5月23日 - 26日、森ノ宮ピロティホール） - 松永久秀 役
- 真田十勇士（2013年8月30日 - 9月16日、赤坂ACTシアター / 9月21日 - 23日、中日劇場 / 10月3日 - 6日、梅田芸術劇場 メインホール） - 由利鎌之助 役
- アニー（2014年4月26日 - 5月11日、青山劇場 / 8月9日・10日、東京エレクトロンホール宮城 / 8月13日 - 19日、梅田劇場 シアター・ドラマシティ / 8月29日 - 31日、愛知県芸術劇場 大ホール / 9月7日、新潟テルサ） - ルースター 役
- 里見八犬伝（2014年10月31日 - 11月17日、新国立劇場 中劇場 / 11月21日 - 23日、シアターBRAVA! / 11月26日、アルファあなぶきホール 大ホール / 11月28日、アルモニーサンク 北九州ソレイユホール / 12月6日、千葉県南総文化ホール 大ホール） - ゝ大法師 役
- 真田十勇士（2015年1月8日 - 25日、赤坂ACTシアター / 1月31日 - 2月1日、中日劇場 / 2月5日 - 8日、梅田芸術劇場メインホール / 2月13日 - 15日、キャナルシティ劇場） - 由利鎌之助 役
- 戦国BASARA4 皇（2016年1月21日 - 31日、Zeppブルーシアター六本木 / 2月5日 - 7日、サンケイホールブリーゼ） - 松永久秀 役
- 劇団桟敷童子「モグラ…月夜跡隠し伝…」（2016年12月15日 - 27日、すみだパークスタジオ倉） - 主演[29]
- 戦国BASARA 関ヶ原の戦い（2017年2月3日 - 12日、天王洲銀河劇場 / 2月17日 - 19日、梅田芸術劇場 シアター・ドラマシティ） - 松永久秀 役[30]
- 里見八犬伝（2017年4月15日・16日、千葉県南総文化ホール 大ホール / 4月18日 - 24日、文京シビックホール 大ホール / 4月28日 - 30日、梅田芸術劇場 メインホール / 5月3日、レクザムホール / 5月5日、高知県立県民文化ホール / 5月7日、長崎ブリックホール / 5月10日、福岡サンパレス / 5月13日、本多の森ホール / 5月16日、広島文化学園HBGホール / 5月19日 - 21日、刈谷市総合文化センター アイリス大ホール / 5月24日、リンクステーションホール青森 / 5月27日、東京エレクトロンホール宮城 / 5月30日・31日、新宿文化センター 大ホール） - ゝ大法師 役[31]
- 99才まで生きたあかんぼう（2018年2月22日 - 3月4日、よみうり大手町ホール / 3月6日・7日、名古屋市芸術創造センター / 3月20日、福岡市民会館 大ホール / 3月24日、梅田芸術劇場 シアター・ドラマシティ） - 神 / 女の子 / 少年 / 教師 / 総料理長 / コック / 褐色の乙女 / 通行人 / 外国人ツーリスト / 娘婿 / 孫 / 警備員 役[32]
- りゅーとぴあプロデュース「人形の家」（2018年5月10日、りゅーとぴあ 新潟市民芸術文化会館 劇場 / 5月14日 - 20日、東京芸術劇場 シアターウエスト / 5月23日・24日、兵庫県立芸術文化センター 阪急中ホール）　- ニルス・クロクスタ 役[33]
- 朗読劇 神楽坂怪奇譚「棲」（2018年11月22日、TheGLEE） - 泉鏡花 役[34]
- RE-INCARNATION RE-COLLECT（2018年12月20日 - 27日、全労済ホール / スペース・ゼロ） - 董卓仲穎 役[35]
- 声の優れた俳優によるドラマリーディング 海外文学名作選 第一弾「ハムレット」（2019年1月30日 - 2月4日、紀伊國屋サザンシアター TAKASHIMAYA）　- クローディアス 役
- 戦国BASARA 天政奉還（2019年7月12日 - 21日、ヒューリックホール東京 / 7月26日 - 28日、梅田芸術劇場シアター・ドラマシティ） - 松永久秀 役[36]
- NLTプロデュース「ボノボたち～LES BONOBOS～」（2020年10月17日 - 25日、シアターΧ）　- ダニー 役[37]
- 朗読劇 シャーロック・ホームズ～特別なあのひと～（2021年1月10日、紀伊國屋サザンシアター TAKASHIMAYA） - モリアーティ教授 役[38]
- モダンボーイズ（2021年4月3日 - 16日、東京・新国立劇場 中劇場）　- 工藤卓蔵 役[39][注釈 1]
- SF時代活劇「虹色とうがらし」（2021年8月28日 - 9月5日、あうるすぽっと） - 秋光 役[40]
- 劇団チーム・ユニコンプロデュース公演 朗読劇「The Guys 消防士たち ～世界貿易センタービルは消えても～」（2021年9月12日、OFF・OFF シアター） - ニック 役[41]
- 音楽朗読劇「ヘブンズ・レコード #2022」（全公演中止） - 店長 役[注釈 2]
- Little Fandango（2022年6月10日 - 19日、EX THEATER ROPPONGI / 7月2日・3日、COOL JAPAN PARK OSAKA WWホール） - ジョン・タンストール 役[43]
- 舞台「オルレアンの少女-ジャンヌ・ダルク-」（2022年10月6日 - 9日、シアタートラム / 10月15日・16日、COOL JAPAN PARK OSAKA TTホール） - デュノワ伯爵、タルボット 役[44]
- 舞台「桃源暗鬼」（2024年2月17日 - 25日、天王洲銀河劇場 / 2月29日 - 3月3日、梅田芸術劇場 シアター・ドラマシティ） - 桃屋五月雨 役[45]
- 舞台「十二人の怒れる男たち」（2025年3月26日 - 30日、サンシャイン劇場） - 陪審員4 役[46]
- 舞台「日本三國」（2025年7月25日 - 8月3日、シアターH） - 龍門光英 役[47]
- 忠臣蔵（2025年12月12日 - 28日〈予定〉、明治座 / 2026年1月3日 - 6日〈予定〉、御園座 / 1月10日〈予定〉、高知県立県民文化ホール / 1月17日〈予定〉、富山県民会館 / 1月24日 - 27日〈予定〉、梅田芸術劇場 メインホール / 1月31日〈予定〉、長岡市立劇場） - 原惣右衛門 役[48]

### その他
- ガチョシアター「パパとえいがかん」（2021年4月16日 - 、イオンシネマ シアタス調布）[49][50]

## ディスコグラフィ

### キャラクターソング
| 発売日         | 商品名                             | 歌                 | 楽曲           | 備考                                       |
| -------------- | ---------------------------------- | ------------------ | -------------- | ------------------------------------------ |
| 2008年12月3日  | Inherited-System                   | 次狼（松田賢二）   | 「Keep Alive」 | 特撮テレビドラマ『仮面ライダーキバ』関連曲 |
| 2012年10月10日 | トリコ キャラクターコレクション IV | ゼブラ（松田賢二） | 「ゼブラ!!」   | テレビアニメ『トリコ』関連曲               |

## 作品

### 写真集
- 斬鬼-ZANKI-松田賢二（2006年4月16日、朝日ソノラマ、撮影：小林ばく）[5] ISBN 978-4257037309
- 松田賢二写真集『AFTER THE RAIN』[5]（2009年5月15日、スタジオワープ、撮影：ハービー・山口） ISBN 978-4903451831